# ニンジャ・ハイスクール
『ニンジャ・ハイスクール』 (Ninja High School, NHS) は、ベン・ダンによるアメリカ合衆国のOELマンガ（アメリマンガ）作品。
アメリカ合衆国人による日本漫画風コミックとしては、最も成功を収めた作品といわれ、1987年より30年以上連載されている。

## ストーリー
アメリカの中西部の小さな町「クアグマイヤ」に住む高校生ジェレミー・フィープルは、日本人の交換留学生イチ・クーから求婚され、逃げ回ることになる。イチ・クーは日本の忍者の一族の跡取り娘だが、跡を継ぐにはジェレミーと結婚しなければならないからだった。また、宇宙人の皇女アズリアルもまた、ジェレミーを理想の結婚相手として追いまわし始める。アズリアスが地球を乗っ取るにはジェレミーと結婚する必要があるからだ。こうして、ジェレミーの日常は忍者と宇宙人によって掻き回されていくことになる。

## キャラクター
ジェレミー・フィープル(Jeremy Feeple)
クアグマイアに住む平凡な高校生。実は隠された力がある。後にアズリアルと結婚。3人の子供をもうける。
イチ・クー(Ichi-kun Ichinohei)
日本の忍者一族「イチノヘイ」の跡継ぎ。一族の首領になるためには元一族のアンナの息子ジェレミーと結婚する必要があるため、結婚を迫る。最終的にはリヴァルサン・レンドと結婚した。
アズリアル(Asrial)
サルシアというスカンク獣人の惑星の王女。改造手術で人間の姿になったが耳が残っている。コンピュータがジェレミーを結婚相手として選んだ為にジェレミーに結婚を迫る。後に本当に恋に落ち、ジェレミーと結婚した。
リッキー・フィープル(Ricky Feeple)
ジェレミーの弟。忍術を習得している。やたらもてるジェレミーに嫉妬している。後に主人公に昇格。
リヴァルサン・レンド(Rivalsan Lendo)
リヴァルサン忍者一族アメリカ支部の首領。幼少時からイチに片思いしており彼女を追って渡米。金持ちで傲慢な男で、名前とキャラクターのモデルは「うる星やつら」の面堂終太郎。
ハイジ(Heidi)
スーパーヒーロー・トゥモローガールとして活躍している少女。人工知能が支配する未来から来た人造人間で、未来世界解放の鍵となるジェレミーを連れていくために過去に来た。リッキーと恋仲になるが事件の連続で会えないうちにリッキーは他の女性と結婚してしまっていた。モデルはスーパーガール。
クダサイ・イチノヘイ(Kudasai Ichinohei)
イチノヘイ一族の当主の老人。若き日にロシアで事故に遭った際に出会ったアンナの母の死に目に子を託され、日本に連れ帰り実子と共に忍者として育てた事が大筋の始まりであった。

## 評価
下記の出典によると、作家のパトリック・マシアス曰く、『プロジェクトA子』と『うる星やつら』を足したようなものだという。